# Thelon
Il Thelon è un fiume del Canada lungo 904 km.
Nasce nei Territori del Nord-Ovest presso il Lago Whitefish e scorre verso est in direzione di Baker Lake, nel Nunavut. Le sue acque si gettano infine nella Baia di Hudson.

## Corso

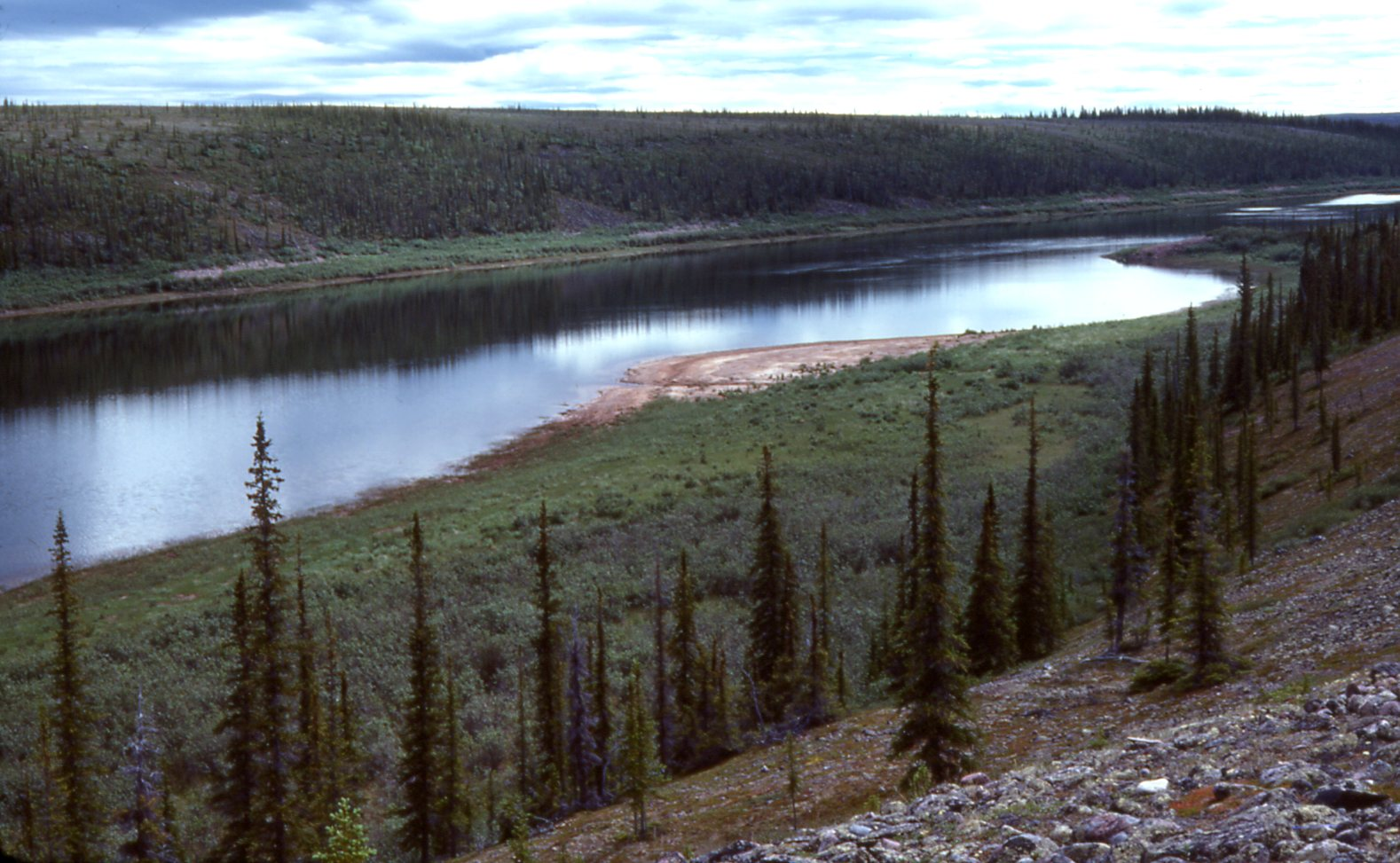
l'oasi del fiume Thelon presso Warden's Grove.

Il bacino del fiume Thelon occupa una superficie di circa 142.400 km2. Localizzato lontano da ogni zona di sviluppo umano l'intero suo bacino è da considerarsi zona selvaggia ed incontaminata.
Nella parte bassa del suo corso il fiume raggiunge una larghezza di 1 km allargandosi fino a formare vari laghi prima di giungere a Baker Lake, dove ha la foce.

## Esplorazione
Le genti Inuit hanno a lungo occupato in maniera sparsa le terre intorno al fiume Thelon. Manufatti per caccia e spostamenti si possono osservare lungo il fiume, incluso la pietra di riferimento detta Inukshuk.
Nel 1770-71, l'esploratore inglese Samuel Hearne attraversò il Thelon durante le sue esplorazioni del Canada settentrionale.
Durante l'inverno del 1926-27, il naturalista canadese John Hornby morì di fame sul Thelon insieme ad altri due uomini. Avevano pianificato di cacciare i Caribù durante le loro migrazioni ma sbagliarono nel cercare la mandria. Tuttavia sulle basi delle prime esplorazioni di Hornby con James Critchell-Bullock nel 1923, fu istituito il santuario di caccia del Thelon nel 1927.
Sempre nel 1927 l'esploratore e scrittore norvegese Helge Ingstad andò accompagnato dai cani da slitta e da un gruppo di nativi Inuit fino alle sorgenti presso il lago Lynx. Ne scrisse anche un libro intitolato "The Land of Feast and Famine".
Nel 1990, gli ultimi 545 km del fiume divennero parte del sistema del Canadian Heritage Rivers System. Anche se non esiste alcun accesso carrabile al fiume ogni estate il fiume Thelon è visitato da un folto numero di camperisti e canoisti.

## Affluenti
Tra gli affluenti citiamo:
- Elk
- Handbury
- Dubawnt
- Kazan
- Quoich

## Laghi
Lungo il suo corso forma parecchi laghi tra cui:
- Beverly
- Aberdeen
- Schultz
- Baker.

Bagna la città di Baker Lake nel Nunavut presso l'omonimo lago.
Ha un bacino di 142.400 km2 ed una portata di 840 m³/s.